# Merikarvia
Merikarvia (en sueco: Sastmola) es un municipio de Finlandia.
Se localiza en la Región de Satakunta. Sus vecinos son las localidades de Isojoki, Kristiinankaupunki, Pomarkku, Pori y Siikainen.
El municipio posee una población de 3.241
(30 de junio de 2015) y cubre una área de 1.246,24 km²,  de los cuales 800,2 km² son agua. La densidad de población es 7.27 habitantes
por km².
El municipio es monolingüe y su idioma oficial es el finés. Antiguamente en la zona costera se hablaba en sueco. Merikarvia es conocido por el Archipiélago Oura, el cual es parte del parque nacional del Mar de Bosnia.

## Historia
El área ha estado habitada desde el 1800 a. C.. Hay sitios con restos, incluidos cairn que se remontan a la Edad del Bronce y la Edad de Hierro dentro del municipio. La mayoría de los cairn están localizados en Tuorila, pueblo ubicado al este del centro municipal.
Los orígenes de los pueblos más antiguos en Merikarvia - Kasala, Riispyy, Ala- y Yli-Kylä, y Köörtilä - fue datado entre los siglos XIII y XIV. Como municipio separado, Merikarvia ha existido desde 1865.
La primera iglesia en Merikarvia fue construida en 1776 y fue nombrada en honor a la reina consorte de Suecia en esa época, Sofía Magdalena. La iglesia construida en 1899 todavía permanece en uso.

## Política
Resultados de las Elecciones parlamentarias de Finlandia, en 2011 de Merikarvia:
- Partido del Centro   35.7%
- Verdaderos Finlandeses 23.7%
- Partido Socialdemócrataa 18.6%
- Coalición Nacional   11.3%
- Alianza de la Izquierda 6.1%
- Demócratas Cristianos   2.6%
- Liga Verde   1.7%

## Sitios de interés
- Los rápidos de Lankoski
- La iglesia de Merikarvia
- El Archipiélago de Ouura